# Le Pouce de saint Pierre
Le Pouce de saint Pierre (The Thumb Mark of St Peter) est une nouvelle policière d'Agatha Christie mettant en scène Miss Marple.
Initialement publiée en mai 1928 dans la revue The Royal Magazine au Royaume-Uni, cette nouvelle a été reprise en recueil en 1932 dans The Thirteen Problems au Royaume-Uni. Elle a été publiée pour la première fois en France dans le recueil Le Club du Mardi continue en 1966.
Le narrateur est Miss Marple et son récit évoque un empoisonnement.

## Personnages

### Membres du Club du Mardi
- Miss Marple
- Raymond West : écrivain et neveu de Miss Marple
- Joyce Lemprière : une jeune artiste
- Sir Henry Clithering : ex-commissaire de Scotland Yard
- Dr Pender : pasteur
- M. Petherick : avoué (avocat)

### Protagonistes du mystère
- Miss Marple : narratrice du mystère, et tante de Mabel Denman
- Mabel Denman : nièce de miss Marple
- M. Geoffrey Denman : époux de Mabel (mort empoisonné)
- M. Denman : père de Geoffrey
- Dorothy : la bonne
- La cuisinière des Denman
- Le Dr Rawlinson
- Brewster : l'infirmière du vieux M. Denman

## Résumé
- Mise en place de l'intrigue

C'est au tour de miss Marple d'évoquer un récit mystérieux. Sa nièce Mabel, jeune femme un peu sotte, avait épousé Geoffrey Denman. Un jour, celui-ci avait été découvert malade et impotent. Il était mort quelques jours après dans d'horribles souffrances. Depuis, toute la ville supposait que Mabel avait empoisonné son époux : plus personne ne voulait la voir ni lui parler. Mabel ne savait comment faire pour remédier à cette situation et en avait parlé à sa tante.
- Enquête

Jane Marple était donc venue faire son enquête et avait interrogé les membres de la maisonnée et ceux (médecin de famille, pharmacien) qui avaient eu l'occasion de traiter cette affaire. Tous s'accordaient à affirmer que Geoffrey était mort des suites d'une intoxication alimentaire, sans doute causée par l'ingestion de champignons vénéneux.
Mais Jane Marple avait découvert que Geoffrey avait ingurgité, contre sa volonté, de l'atropine, qui était contenu dans une fiole de médicaments pour lutter contre les brûlures aux yeux. Cette substance délétère a les mêmes effets que l'ingestion de champignons vénéneux. Qui était donc la personne qui souhaitait la mort de Geoffrey ? 
- Dénouement et révélations finales

L'auteur de l'empoisonnement est le père de Geoffrey lequel, devenu dément et craignant d'être placé en institution spécialisée, avait discrètement versé quelques gouttes de sulfate d'atropine dans le verre d'eau que Geoffrey buvait en pleine nuit.
Le vieil homme, dans un moment de lucidité, avait reconnu le meurtre. Il avait été placé en institution gériatrique. Pour sa part, l'honneur de Mabel était lavé.

## Titre de la nouvelle
Agatha Christie fait dire à Miss Marple :
« (...) La seconde chose que je vis ensuite, ce furent les taches noires. Les marques du pouce de saint Pierre. C'est une légende, vous savez, le pouce de saint Pierre. Et cela me ramena à mes préoccupations. J'avais besoin de la foi, la foi même de saint Pierre. (...) »
Il s'agit d'une référence à des marques noires classiques, que l'on peut voir sur des filets de haddock, appelées « pouces de saint Pierre ».

## Publications
Avant la publication dans un recueil, la nouvelle avait fait l'objet de publications dans des revues :
- en mai 1928, au Royaume-Uni, dans le no 355 de la revue The Royal Magazine[2] ;
- le 7 juillet 1928, aux États-Unis, sous le titre « The Solving Six and the Golden Grave », dans le no 4 (vol. 102) de la revue Detective Story Magazine[2] ;
- en janvier 1964, au Royaume-Uni, dans le no 11 (vol. 9) de la revue The Saint Mystery Magazine[3] ;
- en juin 1967, aux États-Unis, sous le titre « Ask and You Shall Receive », dans le no 283 (no 6, vol. 49) de la revue Ellery Queen's Mystery Magazine[4].

La nouvelle a ensuite fait partie de plusieurs recueils :
- en 1932, au Royaume-Uni, dans The Thirteen Problems[2] (avec 12 autres nouvelles) ;
- en 1933, aux États-Unis, dans The Tuesday Club Murders[2] (adaptation du recueil de 1932) ;
- en 1966, en France, dans Le Club du Mardi continue (avec 6 autres nouvelles) ;
- en 1991, en France, dans Miss Marple au Club du Mardi (fusion des deux recueils Miss Marple au Club du Mardi et Le Club du Mardi continue, reprenant les 13 nouvelles du recueil britannique de 1932).